# 自動車アセスメント
自動車アセスメント（じどうしゃアセスメント）とは自動車の安全性能評価のこと。

## 概要
実車を使用した衝突試験など実際のデータを計測することにより個々の車種別にその衝突安全性を評価するもの。ユーザーが安全性の高い自動車を選択できるよう情報を提供する。また、自動車関連メーカーにはより安全な自動車の開発を促す。そのために信頼できる安全性能評価をおこないそれを公開するもの。通常は新車が評価対象となっている。
行政サービスとしておこなわれているもの、自動車メーカー関連団体や自動車保険の団体がおこなうもの、ユーザー団体がおこなうものなどがある。日本では行政サービスとして国が、国土交通省管轄でおこなっているものがある。安全の為には、自動車自体と同時に道路の側の安全の検証も必要となる。この「自動車アセスメント」は自動車自体の検証となる。

## 世界

### 米国
米国では1979年からNCAP(New Car Assessment Programme)として実施された。
実施団体には、米国運輸省の道路交通安全局(NHTSA)がおこなっており、一般には、政府5つ星評価(government 5-star ratings)として知られている。前方衝突安全性を提供。1996年(1997年モデルイヤー)から側面衝突安全性、2000年(2001年モデルイヤー)からは転倒時安全性も加えられた。その目的は、車両購入時の意思決定に正確な安全性データを提供することにある。星マーク1個から5個で評価され5個が最高点。
また、保険業界の非営利団体米国道路安全保険協会(IIHS)では、自動車の衝突事故における人、車両、道路環境の3要素すべてを視野に入れた事故防止策、および事故発生前、事故発生時、事故発生後のそれぞれの損傷の軽減に焦点を置いた調査研究を行っている。
業界を代表して乗用車に対する衝突安全試験を実施。結果も公開され、専門家や車両ユーザーに利用される。前面、背面、側面衝突試験などがおこなわれる。
自動車購入者は、双方の情報を比較することができる。NHTSAとIIHSの評価が異なることもある。

### 豪州
オーストラリアでは、オーストラレイシアン自動車アセスメント (ANCAP:Australasian New Car Assessment Program)1924年設立のオーストラリア自動車連盟(Australian Automobile Association (AAA))が、オーストラリアとニュージーランドの自動車クラブ、オーストラリア連邦を構成する各州の道路安全局(ニューサウスウェールズ州、ビクトリア州、サウス・オーストラリア、クイーンズランド、タスマニアおよび西部オーストラリア)、ニュージーランド政府およびFIA(国際自動車連盟)の下部機関「FIAファウンデーション」の支援を得て実施。

### 欧州
欧州で、各国の交通行政組織、自動車クラブ、保険団体が合同でおこない結果が公表される。実事故の調査はSNRA (スウェーデン国有道路管理局)およびSARAC(Safety Rating Advisory Committee：欧州共同体(EC)資金援助団体：実事故分析に基づく安全評価手法に関する国際会議)によりおこなわれている。

### アジア
中国：中国自動車技術研究センター(CATARC)、韓国：建設交通部(KMOCT)でも事業が開始され、また、インド：国立自動車試験・研究開発基盤プロジェクト(NATRIP)などでも検討されている。

## 日本
日本では、「自動車アセスメント」は国土交通省が実施している。1995年から運輸省主導で、自動車アセスメント(Japan New Car Assessment Program：JNCAP)が開始され、自動車事故対策センターが評価実施をおこなった。実施機関はのち、独立行政法人自動車事故対策機構に組み替えられ、車種別安全性評価がおこなわれている。
前面衝突安全性能、ブレーキ性能、側面衝突試験、2000年度からはオフセット前面衝突安全性能、2003年度からは歩行者頭部保護性能試験を追加している。2014年度には予防安全アセスメントが追加された。2024年度には、新オフセット前面衝突安全性のテストの変更「台車とテスト車両の正面衝突テストに変更。実験速度は台車・テスト車両と共に50kmとされている。」・交差点内の歩行者対と対車両用の衝突被害軽減ブレーキのテストも追加されている。
 車種別に「自動車アセスメント」、「予防安全アセスメント」を、チャイルドシート別に「チャイルドシートアセスメント」を公開している。

## 世界NCAP会議
独立行政法人自動車事故対策機構(NASVA)は2006年10月31日から11月2日まで、世界の自動車アセスメント(NCAP)機関がNCAPの協力強化を図るための第4回世界NCAP会議を、オーストラレイシア自動車アセスメント(ANCAP)と共催した。

## 比較
- 衝突試験結果は、重量が同程度の車同士に限り比較が可能である[1]。
- NCAPによる車種別の衝突安全性評価は、規定された試験条件下における実車衝突試験結果の比較。
- 豪州や欧州では事故データによる車種別の衝突安全性評価がおこなわれ、NCAPとの関係も検討されはじめている。同等な条件で車種別の衝突安全性を示すかが課題
- 日本自動車研究所ではJNCAP評価結果との対比をし、JNCAPの評価が実際の衝突安全性を反映しているかどうかの検証をおこなっている。

## 有効性
衝突安全性能を購入する際の指針として考えたとき、これらのデータがユーザーのクルマ選択に活かされているかとなると疑問符が付く。自動車アセスメントは、クルマ選択のアイテムとして認知度が十分高いとは言えない。
シンポジウム後のパネルディスカッションでも同様の意見が聞かれ、一般ユーザーに向けた親しみやすい形でのデータ開示方法が今後の課題。
また、自動車アセスメントが一定の成果をあげていくなかで、今後の課題とされているものもある。
車対車衝突の際は、安全性評価の高いクルマ同士であっても重量差があれば重いクルマより軽いクルマの方が被害が大きくなる。2009年4月にIIHSが発表したミッドサイズセダン対コンパクトカー64km/hオフセット前面衝突試験(相対速度：128km/h)では、ミッドサイズセダン側のダメージは許容範囲内に収まった一方で、コンパクトカー側は重大なダメージを負い、その安全性の低さが鋭く指摘された。
交通事故の死傷者ゼロを目指すためには、クルマの安全性だけを追求しても限界がある。そのためには、自動車アセスメントだけでなく、クルマの設計も包括した交通システム全体の再整備が検討課題。
自動車専門家の中にも批判的な意見もある。